# Плоучнице
Плоучнице (чеш. Ploučnice) — река в Чехии.
Длина реки — 106 км. Площадь водосборного бассейна — 1194 км². Среднегодовой расход воды — 8 м³/с. Питание имеет в основном снеговое и дождевое. Половодье на реке происходит весной. Приток реки Эльбы.